# Papamosques de pitet roig
El papamosques de pitet roig (Ficedula strophiata) és una espècie d'ocell de la família dels muscicàpids (Muscicapidae). Es troba al sud d'Àsia, desde l'Himàlaia fins a la Xina i el Su-est asiàtic. El seu hàbitat natural són els boscos tropicals i subtropicals de frondoses humits de l'estatge montà. El seu estat de conservació es considera gairebé amenaçat.